# Montezumina azteca
Montezumina azteca är en insektsart som beskrevs av Nickle 1984. Montezumina azteca ingår i släktet Montezumina och familjen vårtbitare. Inga underarter finns listade i Catalogue of Life.